# Martin-chasseur à moustaches
Actenoides bougainvillei
Espèce
Statut de conservation UICN

 LC  : Préoccupation mineure
Le Martin-chasseur à moustaches (Actenoides bougainvillei) est une espèce d'oiseau de la famille des Alcedinidae.

## Répartition
Cet oiseau vit à Bougainville et à Guadalcanal. L'UICN détermine une population mature d'environ 5000 individus. 

## Polémique
En septembre 2015, un éminent biologiste de l'American Museum of Natural History, nommé Chris Filardi a été envoyé sur les îles Salomon afin de trouver l'oiseau, et de mettre en place  sur le long terme, un programme de conservation de cette espèce. Il finit enfin par capturer un Martin-pêcheur à moustache mâle et prend des photos que l'American Museum of Natural History diffuse sur les réseaux sociaux. Puis, pour les besoins de la recherche, le scientifique décida de tuer l'oiseau. Il justifia son geste en disant que disposer d'un animal mort serait en effet beaucoup plus pratique pour examiner et comprendre l'animal, ce qui permettrait, sur le long terme, de mieux protéger le reste de l'espèce. La « collecte » des individus (c'est-à-dire le fait de tuer certains spécimens pour pouvoir les étudier ensuite plus facilement) est une pratique courante dans les sciences telles que la biologie et l'écologie.
Néanmoins, sa décision fut largement controversée, y compris parmi les scientifiques. Marc Bekoff, un autre imminent biologiste, travaillant pour l'université du Colorado répondit en ces termes : « Tuer au nom de la conservation, ou au nom de l'éducation, ou au nom de quoi que ce soit doit cesser. C'est une erreur et cela représente un précédent horrible pour la recherche future ».